# ロットリング

ロゴ

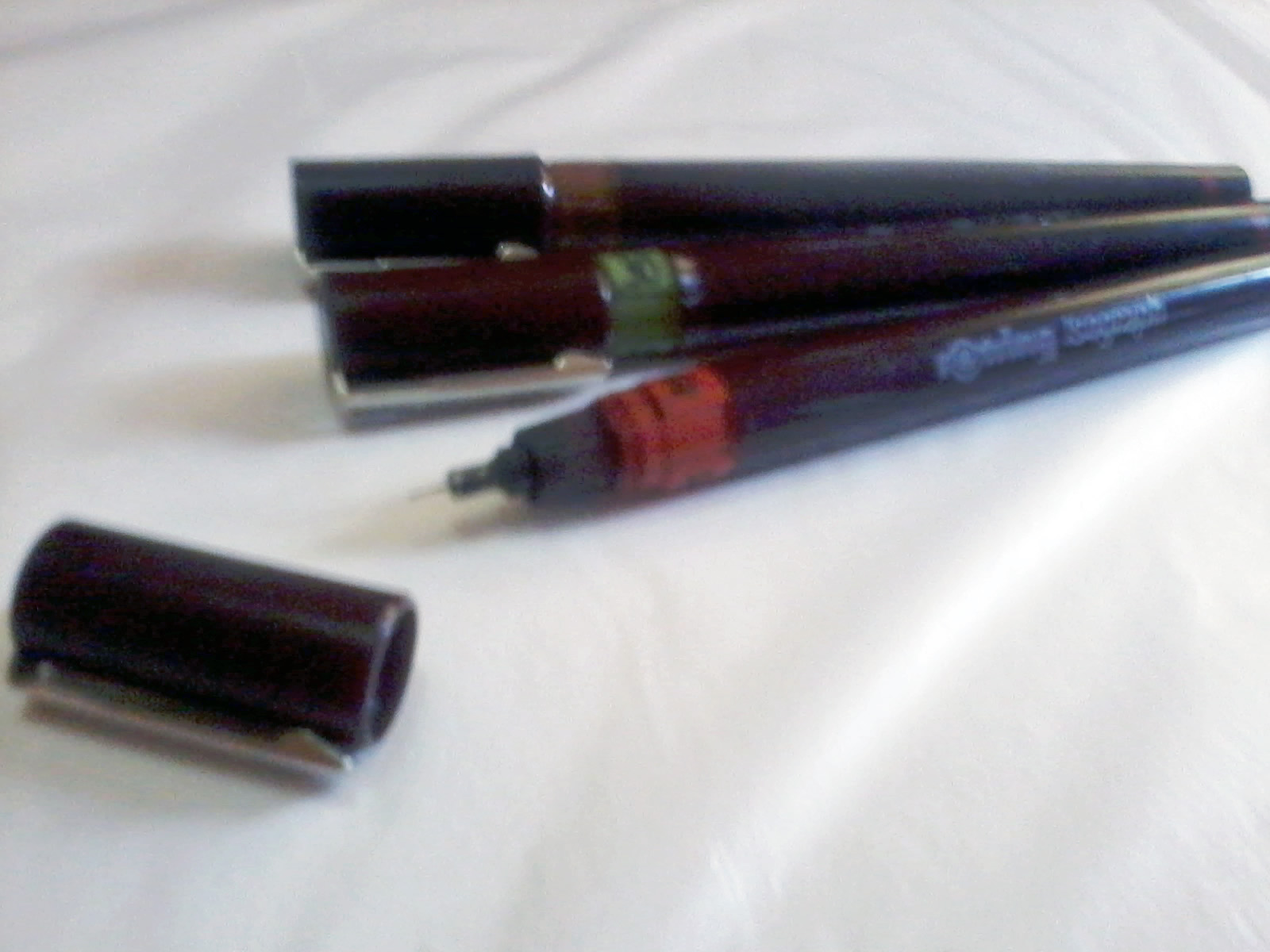
製図ペン

ロットリング（rOtring）は、ドイツのハンブルクに本社を置く筆記具メーカーである。
バウハウスの影響を受けた製品デザインに定評がある。1953年には製図ペンを発明し、定規に当てて長い線をぶれずに引くことができる精巧なペン先の口金や、一定量のインクが出続けるなどの特徴が製図に適しており、旧来のカラス口を代替した（詳細は製図ペンを参照）。
日本ではホルベイン画材が代理店となっている。

## 歴史
- 1928年 - 創業者であるウィルヘルム・リープは、アメリカを旅行中に出会ったペンを元に管と針の間から一定量のインクが出る中空パイプ式万年筆を考案した。
- 1931年 - リープがロットリング社の前身のリープ社を設立。中空パイプ方式の万年筆「ティンテンクリ」の製造を開始。
- 1944年 - 第二次世界大戦の激化に伴い会社を閉鎖。
- 1990年代以降 - CADシステムの普及により急激に製図分野の電子化が進んだ結果、販売量は激減した。

## 主な製品
- ラピッドグラフIPL（製図ペン）
- イソグラフIPL
- ロットリング500、600、800、800+シリーズ　（製図用シャープペンシル、ボールペンなど）
- ラピッド、ラピッドプロ
- ロットリング600 3in1
- ロットリング・アートペン

## 過去の製品
シャープペンシル
- ロットリング300、400、700(数字シリーズ)
- ラピッド
- ティッキーⅡ、ティッキースペシャル、ティッキーダブルプッシュ
- コア
- アルトロ
- バリアント、ラピッドグラフ、ティク（製図ペン）
- マイクロノーム
- ロットリング4in1、ロットリングトリオペン
- 万年筆